# 1921 dans les chemins de fer
Chronologie des chemins de fer
1920 dans les chemins de fer - 1921 - 1922 dans les chemins de fer

## Évènements
- Mise en service du Nine Arch Bridge au Sri Lanka.

### Août
- 19 août, Royaume-Uni : publication de la loi sur les chemins de fer de 1921, qui regroupe les 120 compagnies de chemins de fer du pays en quatre grands groupes, les Big Four, avec effet au 1er janvier 1923.

### Octobre
- 5 octobre, France : la collision de deux trains dans l'une des galeries du tunnel des Batignolles, à la sortie de la gare Saint-Lazare à Paris entraîne une explosion qui fait 28 morts et 74 blessés. Trois des plus anciennes galeries (la galerie sous la rue de Rome, creusée en 1910, a été conservée) furent détruits à la suite de cet accident et remplacés par une tranchée ouverte, les travaux se terminant en 1926.